# Elisabeth Andreassens bästa 1981–1995
Elisabeth Andreassens bästa 1981–1995, i Norge kallat Bettans beste 1981–1995 är ett samlingsalbum av den norska sångaren Elisabeth Andreassen. Albumet utkom strax före jul 1995, och inspelningarna omfattar flera olika av Elisabeth Andreassens projekt under åren 1981–1994. Albumet sålde 40 000 exemplar i Norge, vilket innebar både guld och platina. Den 1 april 1996  utkom albumet i ny utgåva, så att sången "I evighet" fanns med. Den 18 maj 1996 utkom albumet i Sverige, som Elisabeth Andreassens bästa 1981-1995. Även nyutgåvan sålde guld i Norge.
Elisabeth Andreassen har själv skrivit korta texter om låtarna på albumet. Publiken gillade utgåvorna bättre än kritikerna, som menade att det var för ojämnt med för mycket "svensktopp".

## Låtlista
1995 års utgåva
1. "Danse mot vår" (Britt Viberg/Rolf Løvland)
2. "Duet" (Hans Olav Mørk/Rolf Løvland), duett med Jan Werner
3. "Waiting for the Morning" (Jon Terje Rovedal/Jan Egil Thoreby/Lars Kilevold/Eivind Rølles), (med Bobbysocks)
4. "Då lyser en sol" (Lasse Holm
5. "Ängel i natt" ("The Power of Love") (Mary Susan Applegate/Jennifer Rush/Candy DeRouge/Gunther Mende/Elisabeth Andreassen)
6. La det swinge (Rolf Løvland) (med Bobbysocks)
7. "Nobody There But Me" (Bruce Hornsby/John Hornsby/Charley Hayden)
8. "Nocturne" (Evert Taube)
9. "Så skimrande var aldrig havet" (Evert Taube)
10. "Dag efter dag" (Monica Forsberg/Lasse Holm) (med Chips)
11. "Om jag lyssnar" (Guido de Angelis/Maurizio de Angelis/Forsberg)
12. "Over the Rainbow" (Yip Harburg/Harold Arlen)
13. "Wishing You Were Somehow Here Again" (Richard Stilgoe/Charles Hart/Andrew Lloyd Webber)
14. "Älskar, älskar ej" (Elisabeth Andreassen/Wendy Waldman)
15. "Vänskapen består" (Stefan Lagström/Eddie Rabbitt/Even Stevens/Billy Joe Walker jr.)
16. "Kvinna för dig" (Elisabeth Andreassen/David Batteau)
17. "Together Again" (Buck Owens)
18. "Endlessly" (Bruce Roberts/Janis Ian)

Bonusspår på 1996 års utgåva
1. "I evighet" (Torhild Nigar) (som spår 1)

## Listplaceringar
| Lista (1995–1996) | Topplacering |
| ----------------- | ------------ |
| Norge             | 7            |